# Latirus spirorbulus
Latirus spirorbulus is een slakkensoort uit de familie van de Fasciolariidae. De wetenschappelijke naam van de soort is voor het eerst geldig gepubliceerd in 1829 door Menke.